# 生痕化石

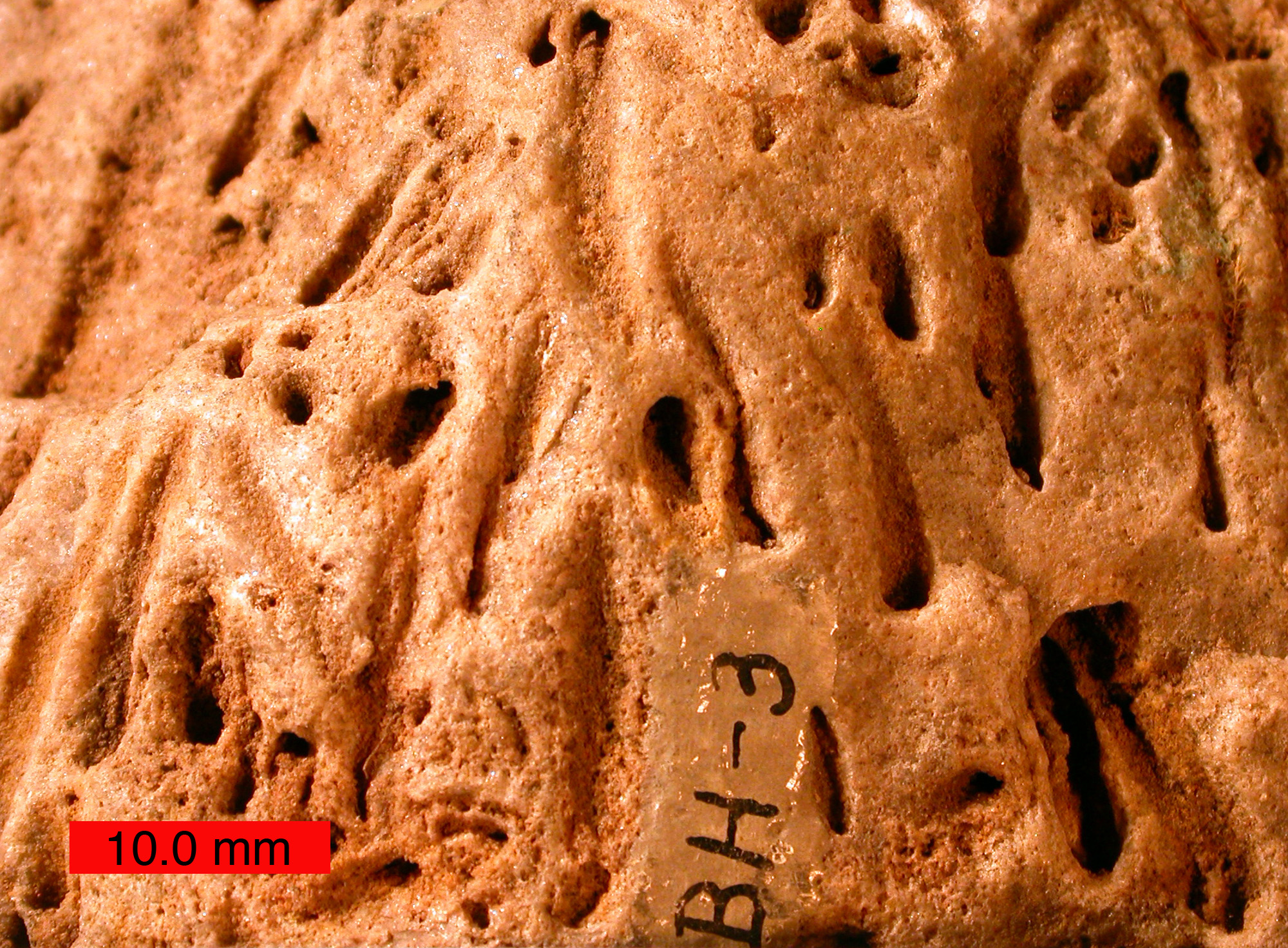
Skolithos

生痕化石（せいこんかせき）とは、生物そのものではなく、生物の活動の痕跡が地層中に残されたものを指す。国際動物命名規約において、生痕化石にも生痕化石タクソンとして名が付けられる。

## 特徴
化石とは、一般的には過去の生物の痕跡が岩石等に残されたものを指すが、生物の体そのものではなく、生物が活動した痕跡、たとえば足跡や摂食の跡、糞などが化石として発見される場合がある。これを生痕化石という。また、生物の化石であっても、その上に生物の活動の跡が残ったものは生痕化石でもあり、例えば他の動物の噛み跡のある化石はその生物の化石であるとともに捕食者の生痕化石である。
生物本体の化石に比べると、地味であり、面白みもないように思われるが、化石本体がその形を伝える一方で、活動の様子を復元するのが困難なのに対して、生痕化石はそれを補うものである。形態だけでは理解困難な構造が、生痕化石との比較でその役割が明らかになる場合もままある。

## 生痕化石からわかること

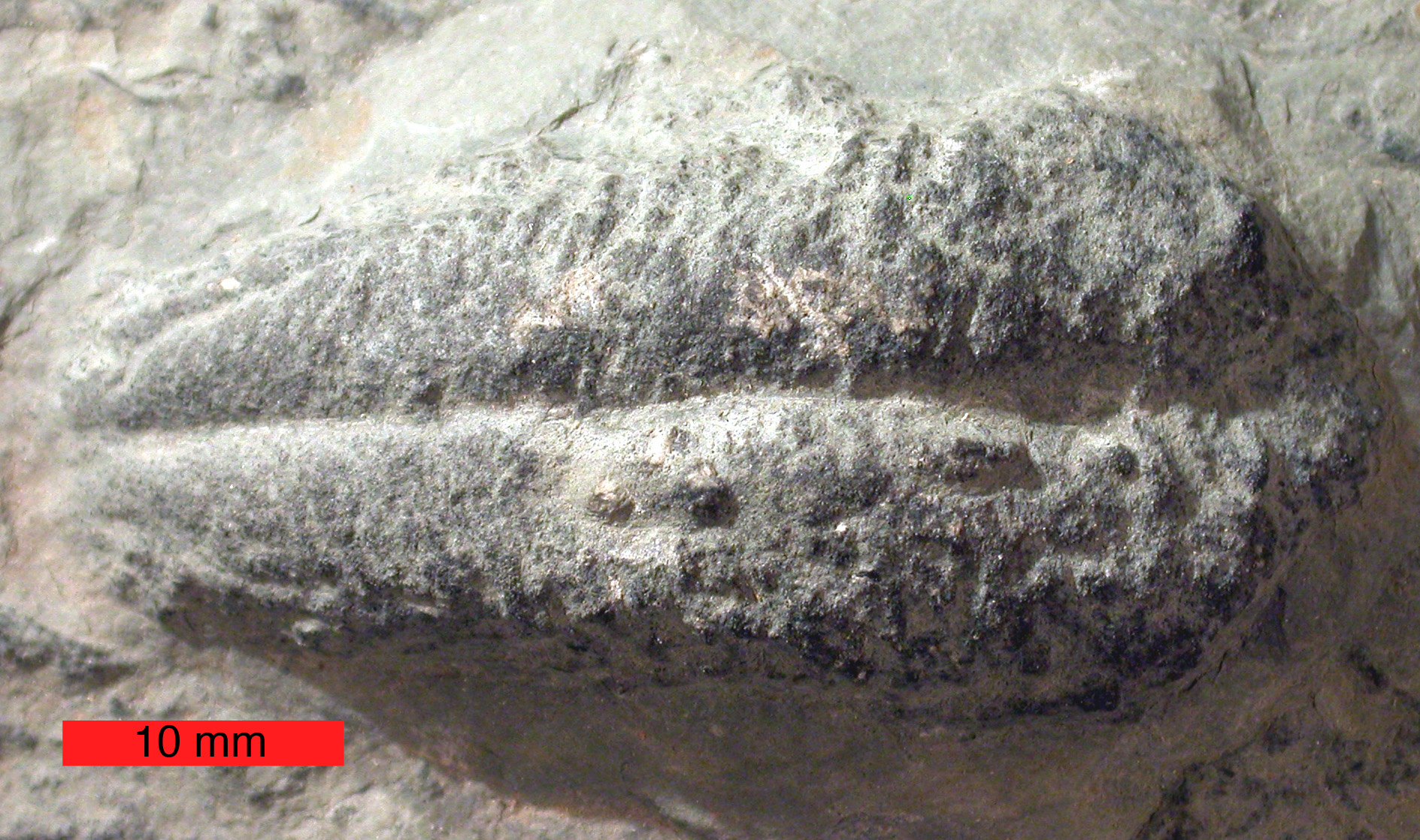
Rusophycus

たとえば、恐竜がどのような活動をしていたかについては多くの論がある。かつては大型恐竜は体重を支えるために半水中生活であったとの説があったが、陸上を活発に活動したと判断できる足跡化石の発見は、大きな影響を与えた。
また、生物体の化石は、そこにその生物がいた証拠とは必ずしも見なせない。死んで運ばれてきたものが化石になる場合は珍しくないからである。しかし、生痕化石は、確実にその生物がそこで活動していたことの証拠となる。ただし、現在ではプレートの移動が知られているから、生痕化石の発見場所が過去にもその地点であったとは言い切れない。
また、生痕から当時の環境や地層の性質そのものが判る場合もある。たとえば河岸段丘と考えられていたところで穿孔性の二枚貝の化石が見つかったことで海岸段丘であったことが判明した例、褶曲によって上下関係が不明になっていた地層で、多毛類の棲管が発見されたことで、その出口側が上と判断できた例などを井尻は挙げている。

## 正体の判断
生痕化石は生物本体ではないため、その正体の判断がむずかしい。それを作った本体と込みで化石になっていれば簡単であるが、そのような例は少ない。どうしても現在の生物における活動の痕跡と比較をして、それを頼りに当時の生物相と引き比べて判断する、といった方法に頼らざるを得ない。過ちが生じるのは、半ばやむを得ないところである。
現在の生物の活動の痕跡を調べるのは、判断の上では重要である。現在の生物に関する知識は、当然ながら生物学者の活動範囲に含まれる。しかし、古生物学者にとって必要な知識が、生物学者にとってはさほど重要とは見えない場合もままある。たとえば泥の中のミミズの巣穴の形を詳しく調べる、カニの巣穴の表面の模様を探す、といった事まで考える生物学者は少ない。そのような知識を得るために、干潟のカニの巣穴に石膏を流し込み、巣穴の形を写し取るなどの研究手段も執られることがある。

## 代表例
代表的な生痕化石としては以下のようなものがある。
巣穴
特に砂や泥の海底に巣穴を掘って生活している、ゴカイやカニ、アナジャコなどの底性動物の巣穴は、多数が集まって発見されることがある。
這い跡
海底の静かな泥表面を動物がはい回った跡が化石として出るもの。ゴカイのような動物ならば、のっぺりとした溝のような跡が残るが、三葉虫の這い跡は、腹面左右に並ぶ足が泥表面を掻いた跡が残る。他に、泥に潜って触手を外に伸ばした跡が残る例もある。
足跡
足を使って歩く動物の足跡である。恐竜の足跡が有名。ウミサソリが水中から陸に出た足跡、というのもあり、動物の上陸の瞬間などといわれる。
糞石
糞が化石として出るもの。食性を直接に知る手がかりになる。

### 生痕化石の発見
中国北部の8億4000万年前の地層から蠕虫類、北オーストラリアの8億年前の地層から環形動物と思われる穿孔生物の生痕化石が見つかっている。

## 参考文献

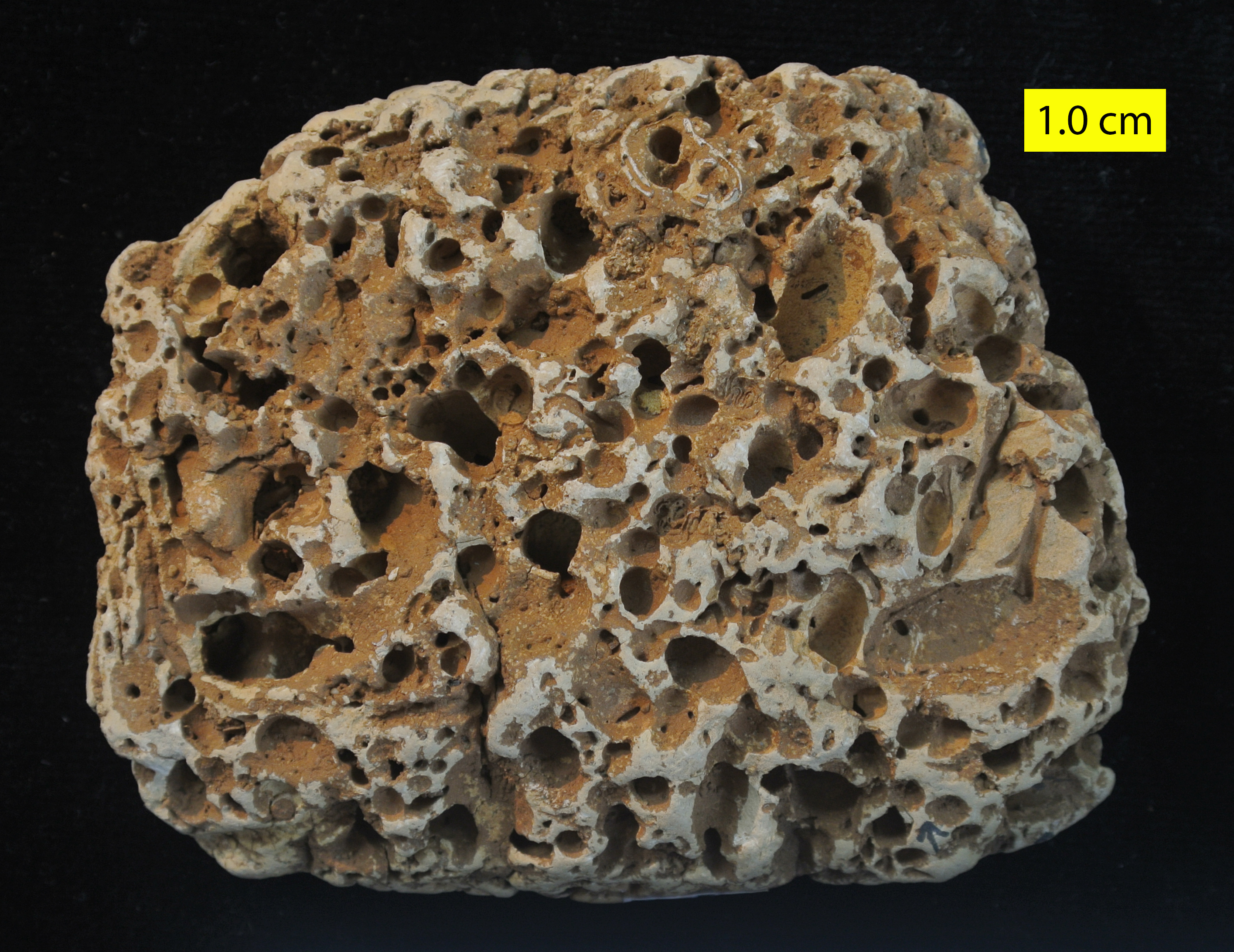
Gastrochaenolites
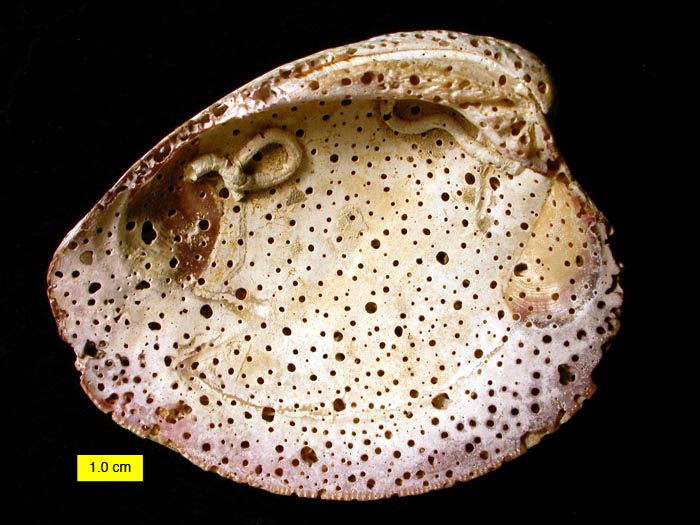
Entobia
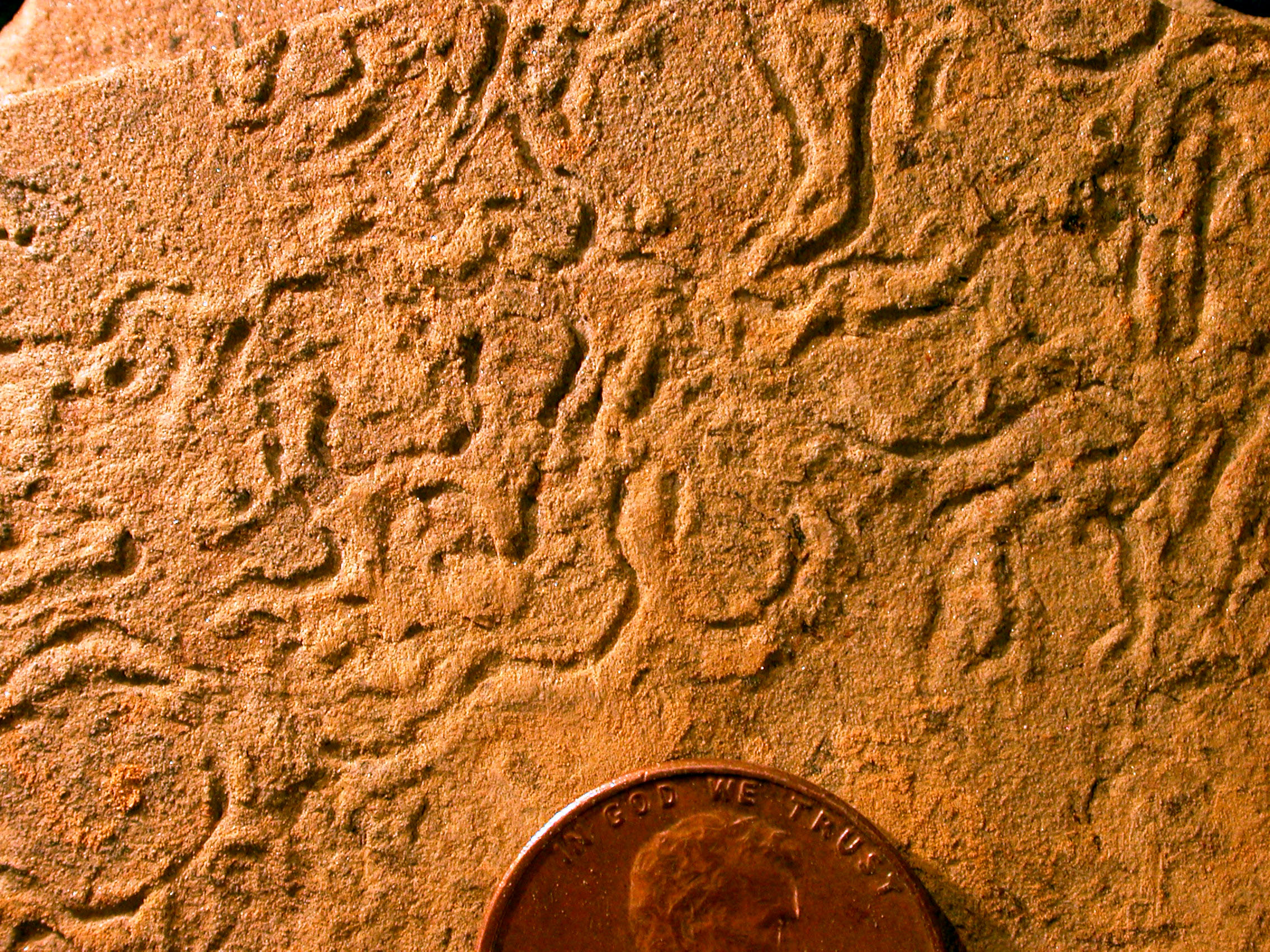
Helminthopsis
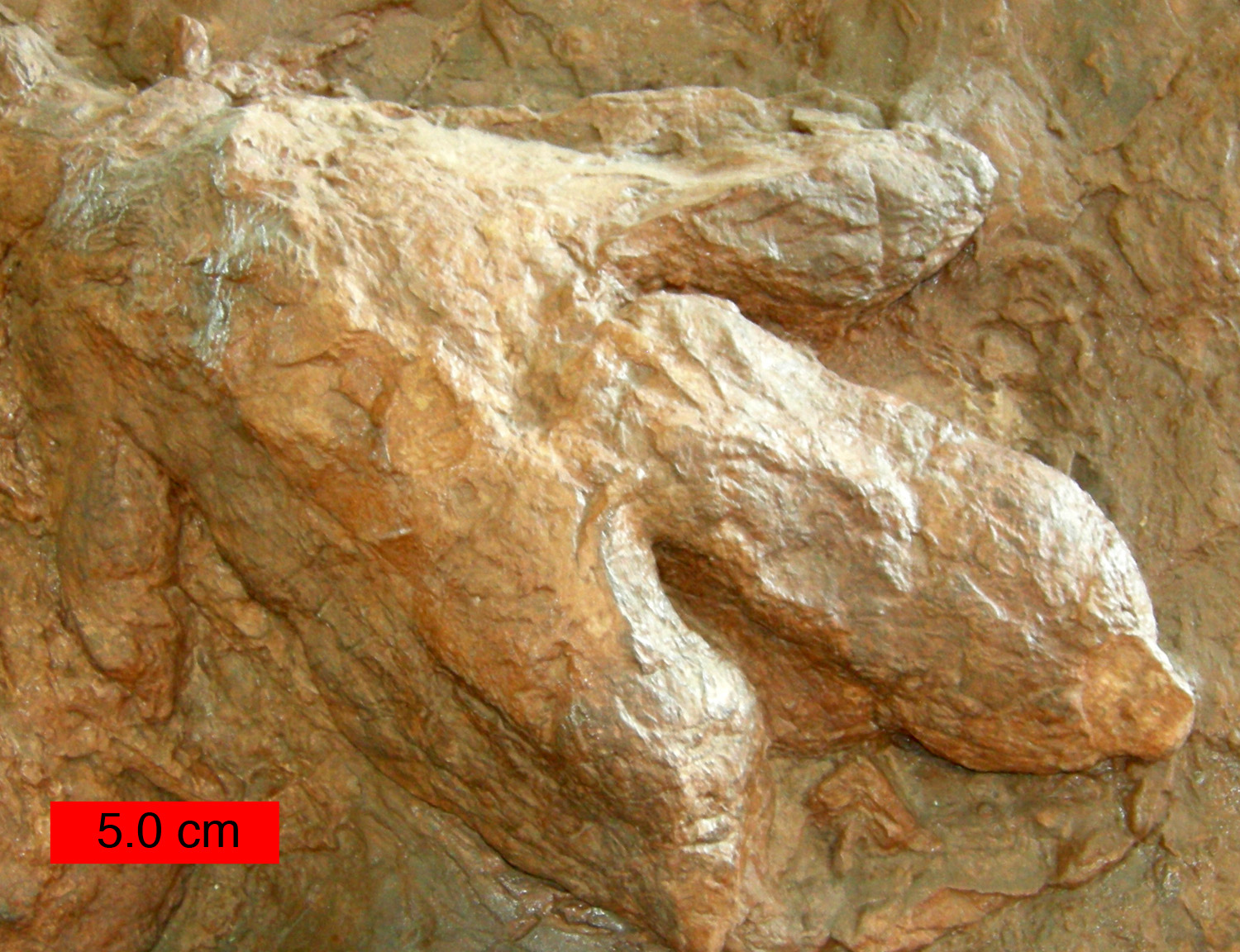
Gigandipus
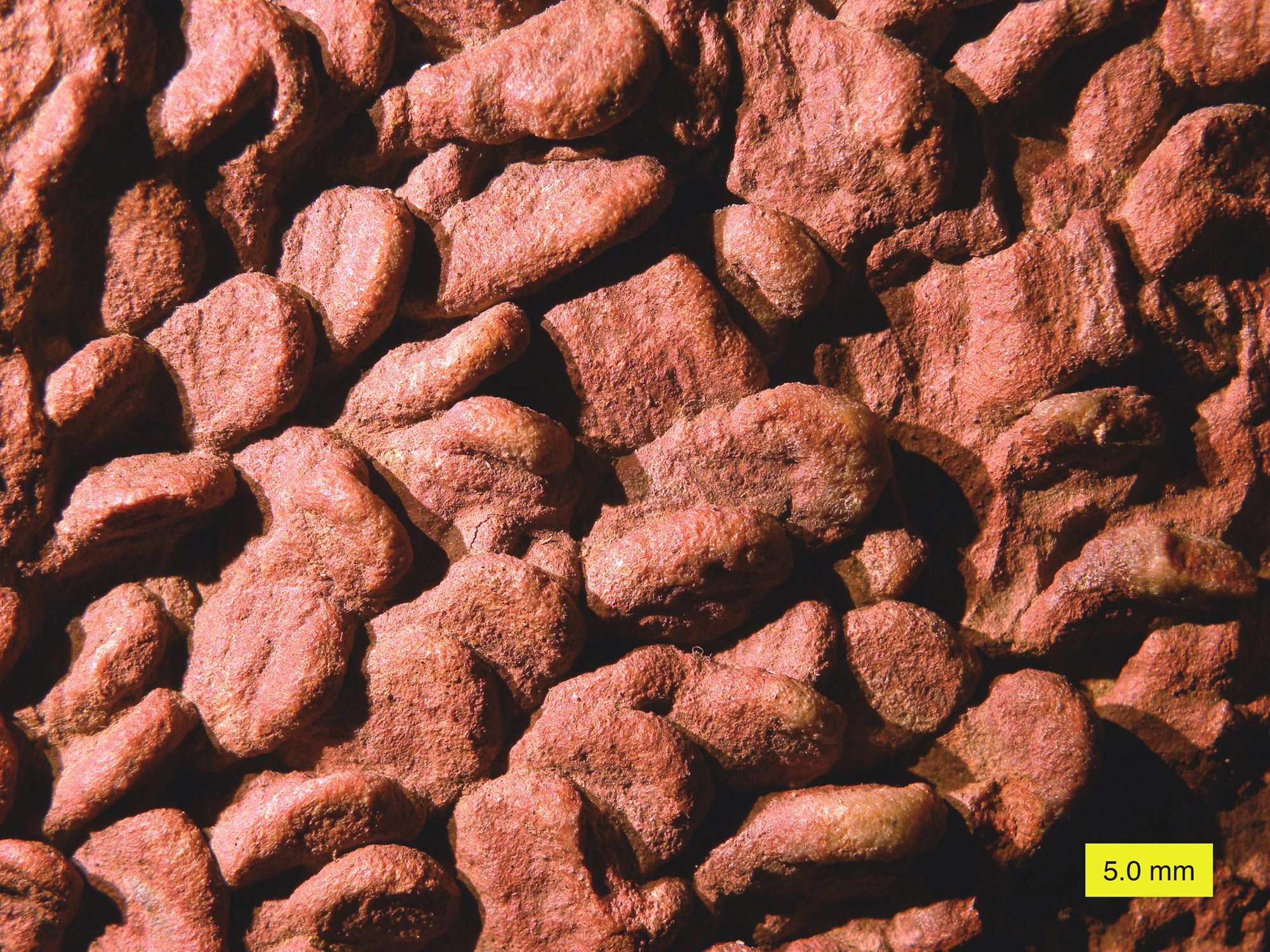
Lockeia
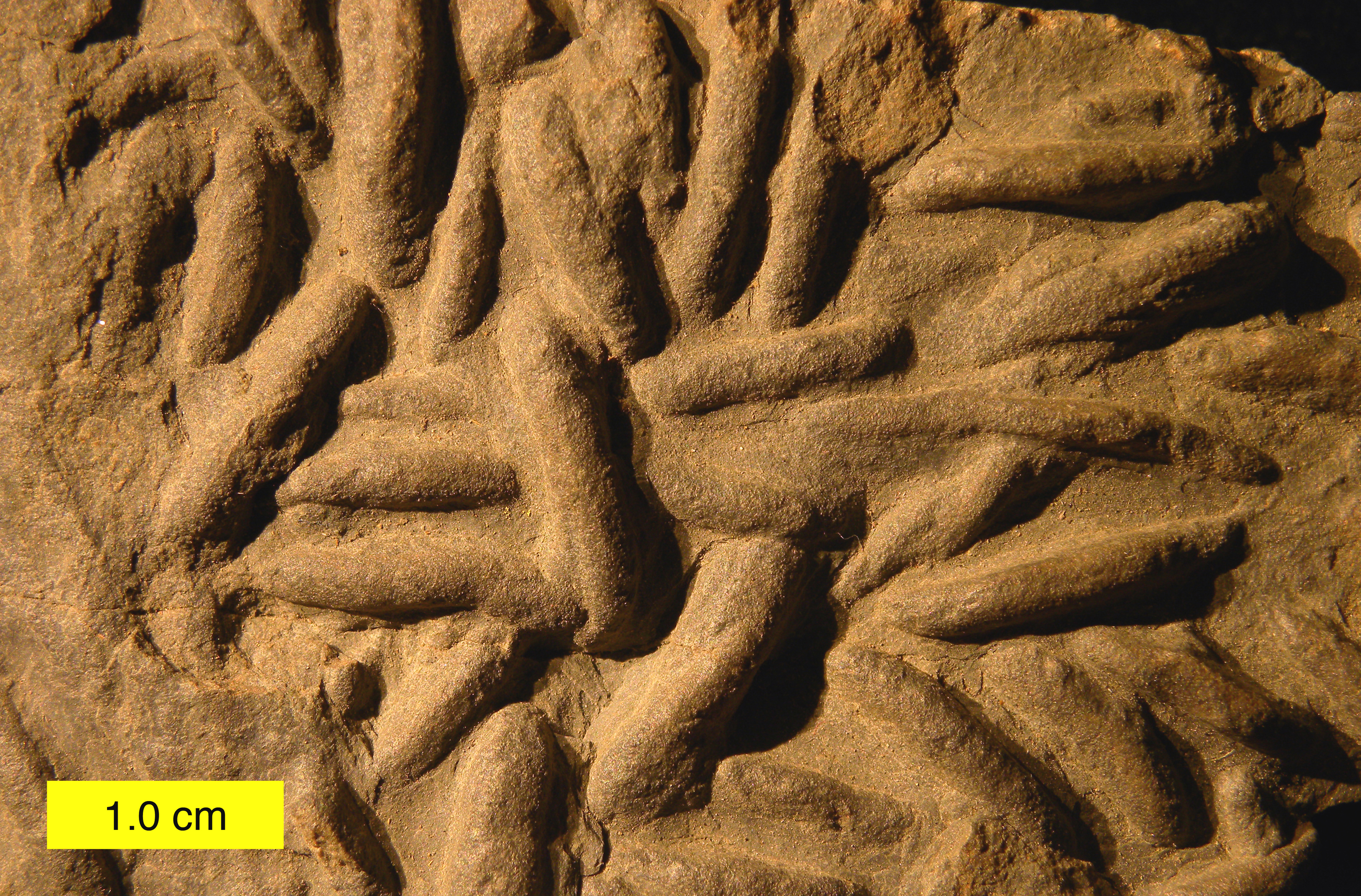
Lockeia